# Nilton José Fagundes
Nilton José Fagundes (Tijucas, 24 de julho de 1951) é um advogado e político brasileiro.
Filho de João Antônio Fagundes e de Doraci Rodrigues Fagundes, formou-se em direito pela Universidade do Vale do Itajaí (Univali) em 1974. Casou com Rosângela Lemos Fagundes.
Foi eleito prefeito de Tijucas (1983–1987) pelo Partido do Movimento Democrático Brasileiro (PMDB). Nas eleições de 1990 foi eleito deputado estadual à Assembleia Legislativa de Santa Catarina, com 7.361 votos, pelo Partido da Social Democracia Brasileira (PSDB), para a 12.ª Legislatura (1991–1995).